# Bulgarische Eishockeyliga 1990/91
Die Saison 1990/91 war die 39. Spielzeit der bulgarischen Eishockeyliga, der höchsten bulgarischen Eishockeyspielklasse. Meister wurde zum insgesamt sechsten Mal in der Vereinsgeschichte der HK Slawia Sofia.

## Modus
In der Hauptrunde absolvierte jede der fünf Mannschaften insgesamt 24 Spiele. Die beiden Erstplatzierten der Hauptrunde qualifizierten sich für das Meisterschaftsfinale. Für einen Sieg erhielt jede Mannschaft zwei Punkte, bei einem Unentschieden gab es einen Punkt und bei einer Niederlage null Punkte.

## Hauptrunde
|    | Klub             | Sp | S  | U | N  | Tore    | Punkte |
| -- | ---------------- | -- | -- | - | -- | ------- | ------ |
| 1. | HK Slawia Sofia  | 24 | 22 | 1 | 1  | 221:66  | 45     |
| 2. | HK Lewski Sofia  | 24 | 16 | 2 | 6  | 164:60  | 34     |
| 3. | HK ZSKA Sofia    | 24 | 10 | 0 | 14 | 114:169 | 20     |
| 4. | Metallurg Pernik | 24 | 8  | 2 | 14 | 100:153 | 18     |
| 5. | Akademik Sofia   | 24 | 1  | 1 | 22 | 53:204  | 3      |

Sp = Spiele, S = Siege, U = unentschieden, N = Niederlagen, OTS = Overtime-Siege, OTN = Overtime-Niederlage, SOS = Penalty-Siege, SON = Penalty-Niederlage

## Finale
- HK Slawia Sofia – HK Lewski Sofia 5:3/6:4